# Tel Aviv Grand Slam 2023
Navigation
Édition précédente
Le Tel Aviv Grand Slam 2023 se déroule du 16 au 18 février 2023 au Drive in Arena à Tel Aviv-Jaffa, en Israël. Il s’agit de la cinquième édition du Tournoi de Tel Aviv de judo et la troisième édition en tant que label « Grand Slam ».

## Organisation

### Calendrier
| Épreuve ↓ / Date → | Épreuve ↓ / Date → | Je 16 | Je 16 | Ve 17 | Ve 17 | Sa 18 | Sa 18 |
| Épreuve ↓ / Date → | Épreuve ↓ / Date → | M     | S     | M     | S     | M     | S     |
| ------------------ | ------------------ | ----- | ----- | ----- | ----- | ----- | ----- |
| Hommes             | Moins de 60 kg     | Q     | F     |       |       |       |       |
| Hommes             | Moins de 66 kg     | Q     | F     |       |       |       |       |
| Hommes             | Moins de 73 kg     |       |       | Q     | F     |       |       |
| Hommes             | Moins de 81 kg     |       |       | Q     | F     |       |       |
| Hommes             | Moins de 90 kg     |       |       |       |       | Q     | F     |
| Hommes             | Moins de 100 kg    |       |       |       |       | Q     | F     |
| Hommes             | Plus de 100 kg     |       |       |       |       | Q     | F     |
| Femmes             | Moins de 48 kg     | Q     | F     |       |       |       |       |
| Femmes             | Moins de 52 kg     | Q     | F     |       |       |       |       |
| Femmes             | Moins de 57 kg     | Q     | F     |       |       |       |       |
| Femmes             | Moins de 63 kg     |       |       | Q     | F     |       |       |
| Femmes             | Moins de 70 kg     |       |       | Q     | F     |       |       |
| Femmes             | Moins de 78 kg     |       |       |       |       | Q     | F     |
| Femmes             | Plus de 78 kg      |       |       |       |       | Q     | F     |

| - M : combats le matin - A : combats le soir - Q : éliminatoires et quarts de finales - F : repêchages, demi-finales et combats pour les médailles |

## Participants

### Nations participantes
| Afrique                       | Amériques | Asie | Europe | Océanie                                |
| ----------------------------- | --- | --- | --- | -------------------------------------- |
| - Afrique du Sud (5)          | - Argentine (2) - Brésil (22) - Canada (10) - Chili (3) - Colombie (1) - Cuba (9) - Équateur (6) - États-Unis (4) - République dominicaine (5) - Uruguay (1) | - Corée du Sud (3) - Émirats arabes unis (1) - Israël (41) - Japon (5) - Mongolie (18) - Ouzbékistan (1) - Philippines (2) - Taipei chinois (2) - Turkménistan (13) | - Allemagne (22) - Azerbaïdjan (10) - Belgique (7) - Bosnie-Herzégovine (4) - Bulgarie (10) - Chypre (10) - Croatie (1) - Estonie (4) - Espagne (14) - France (16) - Géorgie (6) - Grande-Bretagne (14) - Grèce (3) - Hongrie (5) - Irlande (3) - Italie (19) - Kosovo (1) - Lituanie (3) - Monténégro (1) - Pays-Bas (10) - Pologne (11) - Portugal (9) - Roumanie (4) - Serbie (8) - Suède (3) - Suisse (3) - Tchéquie (6) - Turquie (13) - Ukraine (8) | - Australie (5) - Nouvelle-Zélande (1) |
| 1 pays                        | 10 pays | 9 pays | 29 pays | 2 pays                                 |
| - Équipe IJF des réfugiés (2) | | | |                                        |

## Médaillés

### Hommes
| Épreuves        | Or                        | Argent             | Bronze                    |
| --------------- | ------------------------- | ------------------ | ------------------------- |
| Hommes          |                           |                    |                           |
| Moins de 60 kg  | Luka Mkheidze             | Francisco Garrigós | Jorre Verstraeten         |
| Moins de 60 kg  | Luka Mkheidze             | Francisco Garrigós | Salih Yıldız              |
| Moins de 66 kg  | Vazha Margvelashvili      | Orxan Səfərov      | Alberto Gaitero           |
| Moins de 66 kg  | Vazha Margvelashvili      | Orxan Səfərov      | Lasha Nadiradze           |
| Moins de 73 kg  | Nils Stump                | Igor Wandtke       | Mark Hristov              |
| Moins de 73 kg  | Nils Stump                | Igor Wandtke       | Daniel Cargnin            |
| Moins de 81 kg  | Sagi Muki                 | Vedat Albayrak     | François Gauthier-Drapeau |
| Moins de 81 kg  | Sagi Muki                 | Vedat Albayrak     | Timo Cavelius             |
| Moins de 90 kg  | Beka Gviniashvili         | Krisztián Tóth     | Altanbagana Gantulga      |
| Moins de 90 kg  | Beka Gviniashvili         | Krisztián Tóth     | Mammadali Mehdiyev        |
| Moins de 100 kg | Zelym Kotsoiev            | Michael Korrel     | Leonardo Gonçalves        |
| Moins de 100 kg | Zelym Kotsoiev            | Michael Korrel     | Kyle Reyes                |
| Plus de 100 kg  | Odkhüügiin Tsetsentsengel | Uşangi Kokauri     | Rafael Silva              |
| Plus de 100 kg  | Odkhüügiin Tsetsentsengel | Uşangi Kokauri     | Emre Sanal                |

### Femmes
| Épreuves       | Or                          | Argent                   | Bronze                |
| -------------- | --------------------------- | ------------------------ | --------------------- |
| Femmes         |                             |                          |                       |
| Moins de 48 kg | Blandine Pont               | Tamar Malca              | Natasha Ferreira      |
| Moins de 48 kg | Blandine Pont               | Tamar Malca              | Mireia Lapuerta Comas |
| Moins de 52 kg | Chelsie Giles               | Ana Pérez Box            | Larissa Pimenta       |
| Moins de 52 kg | Chelsie Giles               | Ana Pérez Box            | Odette Giuffrida      |
| Moins de 57 kg | Jessica Klimkait            | Christa Deguchi          | Timna Nelson-Levy     |
| Moins de 57 kg | Jessica Klimkait            | Christa Deguchi          | Mina Libeer           |
| Moins de 63 kg | Catherine Beauchemin-Pinard | Maylin del Toro Carvajal | Laura Fazliu          |
| Moins de 63 kg | Catherine Beauchemin-Pinard | Maylin del Toro Carvajal | Lucy Renshall         |
| Moins de 70 kg | Margaux Pinot               | Miriam Butkereit         | Gabriella Willems     |
| Moins de 70 kg | Margaux Pinot               | Miriam Butkereit         | Aoife Coughlan        |
| Moins de 78 kg | Alice Bellandi              | Madeleine Malonga        | Patrícia Sampaio      |
| Moins de 78 kg | Alice Bellandi              | Madeleine Malonga        | Mami Umeki            |
| Plus de 78 kg  | Raz Hershko                 | Kayra Sayit              | Karen Stevenson       |
| Plus de 78 kg  | Raz Hershko                 | Kayra Sayit              | Milica Žabić          |

## Tableau des médailles
Le tableau suivant présente les nations participantes au classement des médailles de leurs athlète :
- Pays organisateur (Israël)

| Rang  | Nation          | Or | Argent | Bronze | Total |
| ----- | --------------- | -- | ------ | ------ | ----- |
| 1     | France          | 3  | 1      | 1      | 5     |
| 2     | Canada          | 2  | 1      | 2      | 5     |
| 3     | Israël          | 2  | 1      | 1      | 4     |
| 4     | Géorgie         | 2  | 0      | 1      | 3     |
| 5     | Azerbaïdjan     | 1  | 2      | 1      | 3     |
| 6     | Grande-Bretagne | 1  | 0      | 1      | 2     |
| 6     | Italie          | 1  | 0      | 1      | 2     |
| 6     | Mongolie        | 1  | 0      | 1      | 2     |
| 9     | Suisse          | 1  | 0      | 0      | 1     |
| 10    | Espagne         | 0  | 2      | 2      | 4     |
| 11    | Allemagne       | 0  | 2      | 1      | 3     |
| 11    | Turquie         | 0  | 2      | 1      | 3     |
| 13    | Pays-Bas        | 0  | 1      | 1      | 2     |
| 14    | Cuba            | 0  | 1      | 0      | 1     |
| 14    | Hongrie         | 0  | 1      | 0      | 1     |
| 16    | Brésil          | 0  | 0      | 5      | 5     |
| 17    | Belgique        | 0  | 0      | 3      | 3     |
| 18    | Australie       | 0  | 0      | 1      | 1     |
| 18    | Bulgarie        | 0  | 0      | 1      | 1     |
| 18    | Japon           | 0  | 0      | 1      | 1     |
| 18    | Kosovo          | 0  | 0      | 1      | 1     |
| 18    | Portugal        | 0  | 0      | 1      | 1     |
| 18    | Serbie          | 0  | 0      | 1      | 1     |
| Total | Total           | 14 | 14     | 28     | 56    |